# Силабическо стихосложение
Силабическото стихосложение (от гр. συλλαβή – сричка) е система на стихосложение, основана на принципа всички стихове на творбата да имат еднакъв брой срички. Броят и мястото на ударенията няма съществено значение, но обикновено във всеки стих има едно или две постоянни ударения (в края на стиха или пред цензурата) и те, заедно с цезурата и краестишната пауза, допринасят за създаването на ритъма на творбата. Силабическите стихове могат да бъдат римувани и неримувани.
Този вид стихосложение е широко използвано особено от народи, чийто език има постоянно ударение (френски, полски и др.).

## В българската литература
Силабическото стихосложение е характерно за българската народна песен (т. нар. народно-силабическо стихосложение), като стиховете възникват в неотделима връзка с мелодията. Поетите от епохата на Възраждането, повлияни от народната песен, широко го използват, но също така се среща и при следващите поколения творци.

### Народно-силабическо стихосложение
В българските народни песни със силабическо стихосложение броят на сричките в стиховете може да бъде различен, от 4 до 17. Това косвено е свързано със съдържанието на песента: чрез късите стихове (4 – 7 срички) най-често се изразяват жизнерадостни чувства. Осем- и десетсричните стихове са най-често срещани; десетсричните са характерни за юнашкия епос. По-дълги от 10-срични са по-рядко използвани. От 17-срични стихове е изградена народната песен „Откак се е, мила моя майно льо, зора зазорила“.
При средно дългите стихове най-често цезурата е след четвъртата или петата сричка (4+4, 4+6, 5+3, 5+5), а при най-дългите стихове се срещат по две или три цезури: Не ми минувай || край двори,|| Яно море... (12-сричков стих: 5+3+4).
По отношение на ударенията за народното стихосложение е характерно ударението на предпоследната сричка пред цезурата и в краестишието: Я постой, вѐтре,|| послу̀шай... Редки са ударенията на последната сричка от стиха (Край стадото – вакъл овча̀р...) или на третата сричка от края (Мама Стояну ду̀маше...)
За народно-силабическото стихосложение не са характерни римуването и групирането на стиховете в строфи.

### Лично творчество
Първите български стихотворци от началото на Възраждането (К. Пейчинович, К. Огнянович и ред други) под влияние на народните песни си служат със силабическото стихосложение. Христо Ботев издига на съвсем ново художествено ниво българската поезия, запазвайки близост на звученето с песента. „Хайдути“, „На прощаване“ и др. са със силабични размери: 
осемсричник (4+4) – Тежко, брате, || се живее... („Към брата си“)
осемсричник (5+3) – Я надуй, дядо, || кавала... („Хайдути“)
десетсричник (5+5) – Ти ли си, мале, || тъй жално пела... („Майце си“).
Силабическо стихосложение използват и Ив. Вазов, П. Р. Славейков („Изворът на Белоногата“), а също и поетите от следващите поколения и литературни течения – Пенчо Славейков, П. К. Яворов, Ц. Церковски, Н. Й. Вапцаров, Ламар и др. 